# Place Choiseul
La place Choiseul est une voie de la commune française de Tours.

## Situation et accès

### Tramway

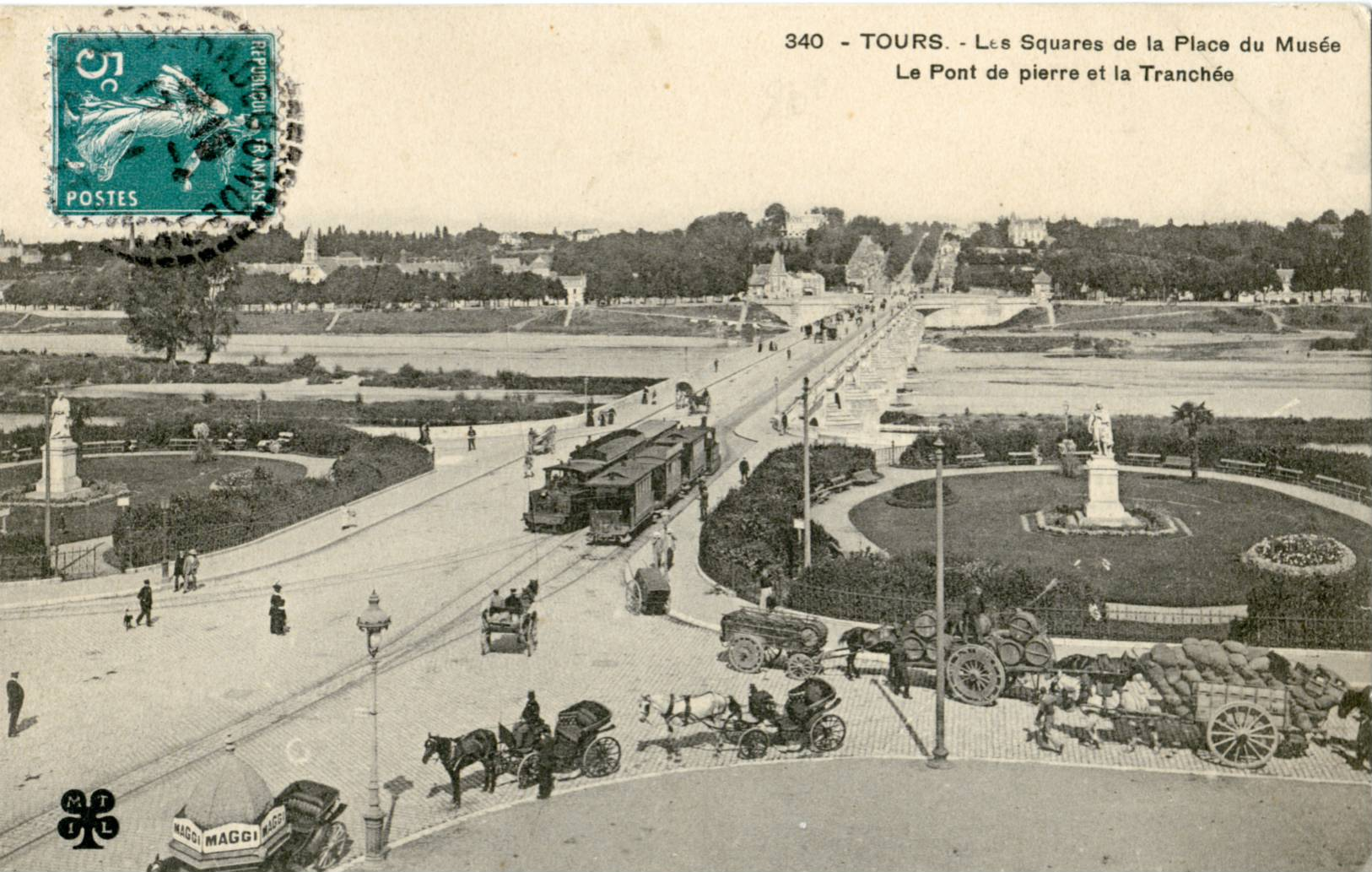
Un tramway de Tours avant la Première Guerre mondiale.

La première ligne de tramway de Tours allait de la place Anatole-France à la ville de Vouvray située au nord de la Loire, de ce fait la ligne devait obligatoirement passer par la place Choiseul. Ainsi la place se voit dotée d'une ligne de tramway dès 1889, à traction animale dans un premier temps. En 1896 deux nouvelles lignes s'ajoutent sur la place, une allant à Fondettes-Luynes et une autre à Saint-Symphorien. Ces trois lignes désormais à vapeur système Rowan vont devenir électriques dès 1910. Ces lignes qui ont été installées pour servir initialement au tourisme permettent de transporter un grand nombre de travailleurs. Mais le tramway perd de l'importance à cause d'une diminution de voyageurs préférant se tourner vers d'autres moyens de transport comme le bus et à cause de la Première Guerre mondiale. Les lignes de tramway disparaissent l'une après l'autre, seule une ligne grimpant la tranchée est préservée mais finit par être supprimée en 1949.
Le tramway revient finalement le 31 août 2013 à Tours, ainsi la place Choiseul se voit de nouveau dotée de rails.

## Historique

Le pont dEudes avant sa destruction peint par Charles-Antoine Rougeot (XVIIIe siècle).

La place Choiseul nait donc dans un projet du XVIIIe siècle initié par l'intendant des finances du roi sous Louis XV, Daniel-Charles Trudaine. Ce dernier veut créer une grande route reliant Paris à l'Espagne passant par la ville de Tours. Ce projet routier servant de base à amener rapidement les troupes aux frontières permet non seulement d'aérer le centre-ville mais aussi de lui donner un nouveau et un vrai pont sur la Loire.
La charge de ce projet revient à l'architecte Mathieu de Bayeux. La place est construite entre 1756 et 1764.
Ce dernier veut créer un axe continu traversant la ville de Tours de part en part, ainsi il relie la rive Nord de la Loire à la rive Sud par un nouveau pont de pierre, le pont neuf, aujourd'hui appelé le pont Wilson. De chaque côté de ce pont, Mathieu de Bayeux construit deux places dont la place Choiseul sur la rive Nord.
En effet avant la construction de ce dernier, la ville de Tours ne possédait qu'un seul et unique pont, le pont d'Eudes. Seulement ce pont Eudes rongé par les années n'était plus qu'un tas de ruines, celui-ci existant depuis 1004. Ainsi lorsqu'il fut totalement détruit en 1784-86, le pont Neuf devient l'unique moyen d’accéder à Tours par le Nord. En effet, il n'existait que deux autres moyens pour traversant la Loire, soit aller jusqu'au pont le plus proche qui était à Amboise soit prendre une embarcation rendant la traversée périlleuse.
Le 12 avril 1951, un arrêté ministériel fait entrer dans la liste des monuments historiques la place Choiseul.

### Une place économique

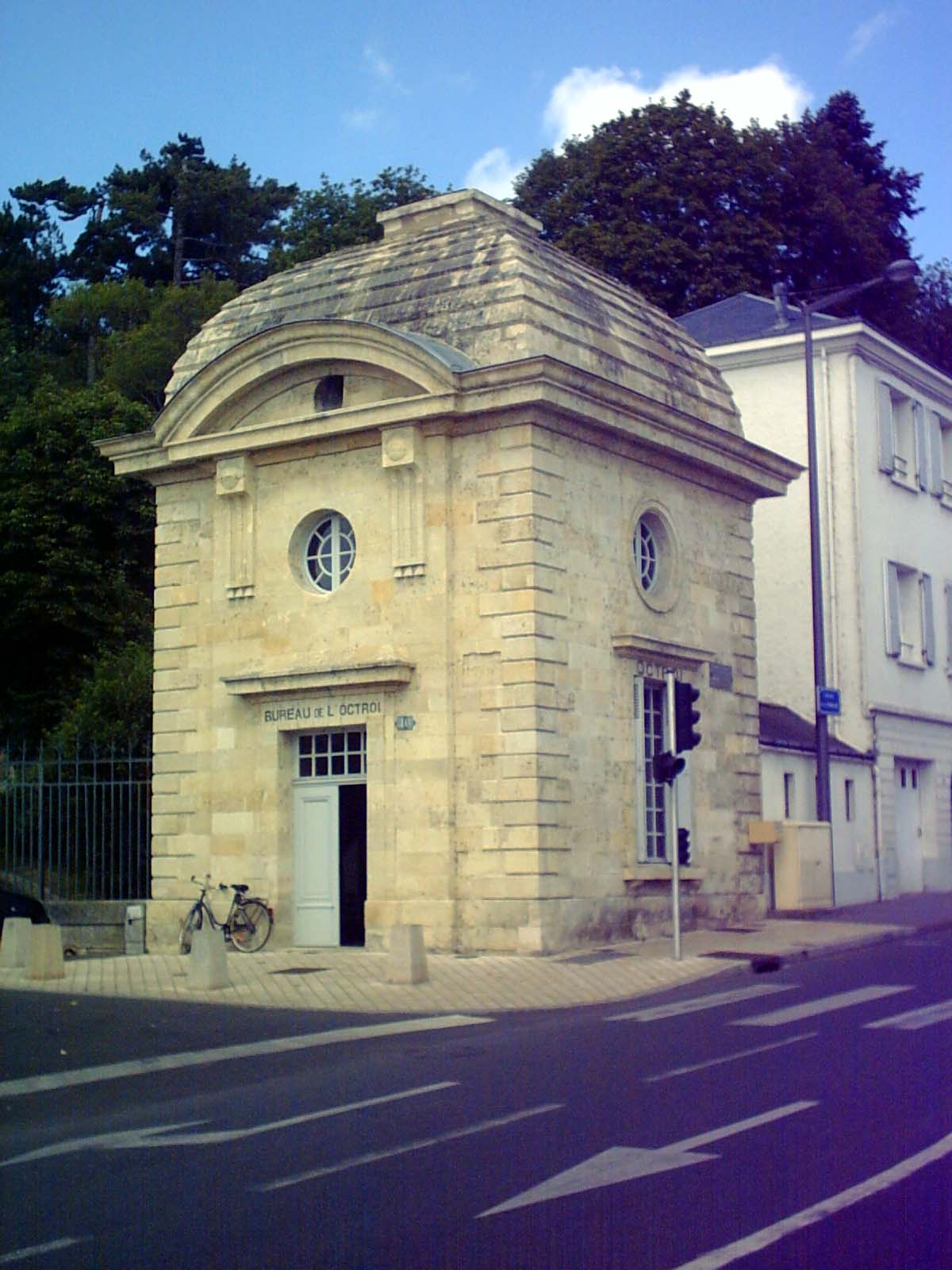
L'un des quatre pavillons d'octroi.

Ainsi la place Choiseul occupe une place extrêmement conséquente dans l’économie avec l’impôt de l'octroi. Le soin apporté aux bâtiments d'octroi témoigne de l'importance de cette taxe et des flux commerciaux qui passent par elle. En effet ce n'est pas moins de quatre pavillons d'octroi maçonnés qui encadrent la place avec des barrières alors qu'aux autres points stratégiques de la ville, il n'y a pas plus de deux pavillons dont la plupart ne sont même pas maçonnés. Ainsi la place Choiseul devient un carrefour incontournable pour les personnes désireuses de se rendre à Tours.

### Réaménagements

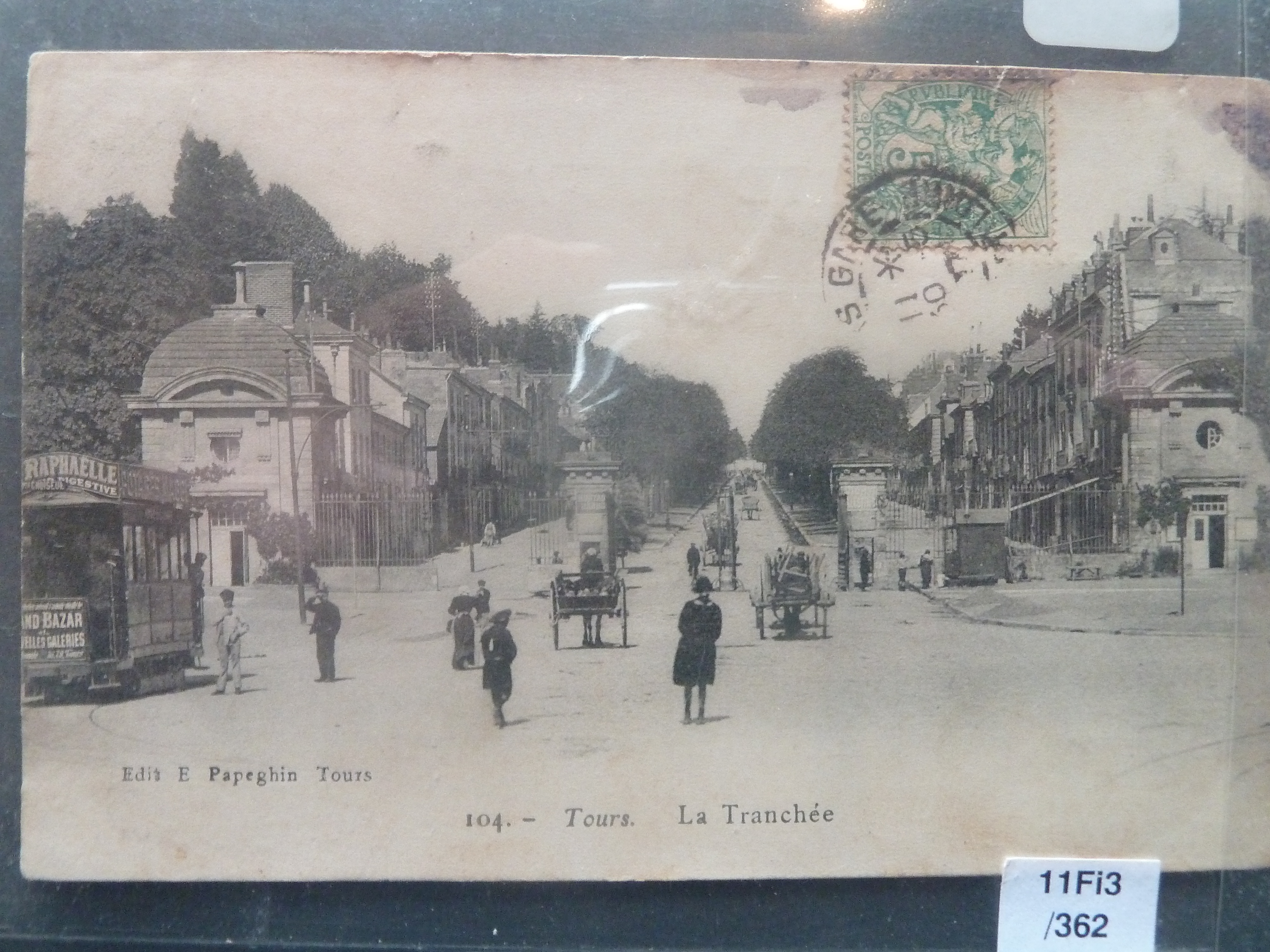
Carte postale de la place Choiseul en 1902.

Née au XVIIIe siècle avec une forme relativement proche de sa forme actuelle, la place s'adapte aux besoins du XXIe siècle avec son réaménagement lié à l'arrivée du tramway. Elle est habillée de pavés et mise en valeur grâce à un traitement de qualité en pierre naturelle qui valorise le calcaire des parapets du pont et le tuffeau des façades. Cependant certains des pavés ont été enlevés, jugés trop glissants.
Initialement appelée place Aine, sa dénomination va évoluer avec le temps et le contexte politique : la place est renommée place de la Constitution le 16 décembre 1790 à la suite de la délibération du Conseil général de la Commune, puis place de la Tranchée d'après l'arrêté municipal du 10 août 1816, enfin place Choiseul depuis la délibération du conseil municipal du 23 novembre 1843 et de l'arrêté municipal du 5 mars 1843.
En 1902, la chaussée est modifiée. On retravaille les terre-pleins circulaires de la place. Les trottoirs font désormais 2 m de large afin de fluidifier la circulation des piétons et des moyens de transports en vigueur à l'époque. Les trottoirs passent d'une largeur de 1,5 m à 2 m.
Les barrières de la place Choiseul sont supprimées durant le mois de septembre de l'année 1909. Sont également décalées les guérites de l'octroi, ce qui permet de faciliter le passage des transports (voitures, tramway). Cette commande a eu pour coût 760 francs de démolition et 850 francs de travaux de réaménagement. Les travaux démarrent le 22 septembre 1910.
La Seconde Guerre mondiale entraîne la suppression de la taxe associée à l'octroi en 1943. On assiste à la fin de l'emploi de la place comme péage. Sa fonction est désormais réduite à celle d'entrée principale Nord. Il convient donc de l'embellir et de la moderniser. C'est ce réaménagement qui lui donne son aspect actuel. Quant aux pavillons d'octroi, ils sont réaménagés, actuellement 2 servent de résidences estivales et les 2 autres sont mis à la disposition d'associations. Ils sont même mis en valeur par des projecteurs.

### Illuminer la place Choiseul
En 1787, 2 becs de gaz sont installés sur la place Choiseul « afin de prévenir les incidents et les malheurs qui pourraient arriver dans l'obscurité pour les passants ». La place Choiseul va toujours préférer le gaz pour s'illuminer tout au long du XIXe siècle. Ce n'est qu'en 1925 que le conseil municipal décide de supprimer un refuge à gaz servant à l’éclairage de la place. Ce refuge est dit « dangereux notamment les jours de marché, où un grand nombre d’automobiles s’accumulent ». Le projet se réalise en fin d'année où la place se dote de lampes électriques.

## Bâtiments remarquables et lieux de mémoire

### L'Institution Saint-Grégoire
Il se trouve, également sur cette place, le collège et le lycée privé d'enseignement catholique Saint-Grégoire-de-Tours. Cet établissement a été fondé en 1635 par la Compagnie de Jésus.